# Mystery Writers of America
Mystery Writers of America (MWA) est une association d’auteurs de romans policiers, basée à New York.

## Histoire
Fondée en 1945 par Clayton Rawson, Anthony Boucher, Lawrence Treat et Brett Halliday, elle décerne chaque année les prix Edgar-Allan-Poe (représentés sous la forme d'un buste de l'écrivain Edgar Allan Poe) aux auteurs des meilleures œuvres policières de l’année passée, ainsi que les Raven Awards aux personnes ayant contribué à la promotion de ce genre littéraire et les Grand Master Awards.

## Grand Master Awards
Le Grand Master Award est la distinction la plus élevée décernée par les Mystery Writers of America. Elle est destinée à récompenser un auteur de romans policiers pour l’ensemble de son œuvre. Ce prix a été attribué de manière irrégulière jusqu'à 1978, chaque année depuis.
- 1955 : Agatha Christie
- 1958 : Vincent Starrett
- 1959 : Rex Stout
- 1961 : Ellery Queen
- 1962 : Erle Stanley Gardner
- 1963 : John Dickson Carr
- 1964 : George Harmon Coxe
- 1966 : Georges Simenon
- 1967 : Baynard Kendrick
- 1969 : John Creasey
- 1970 : James M. Cain
- 1971 : Mignon G. Eberhart
- 1972 : John D. MacDonald
- 1973 : Judson Philips et Alfred Hitchcock
- 1974 : Ross Macdonald
- 1975 : Eric Ambler
- 1976 : Graham Greene
- 1978 : Daphne du Maurier, Dorothy B. Hughes et Ngaio Marsh
- 1979 : Aaron Marc Stein
- 1980 : W. R. Burnett
- 1981 : Stanley Ellin
- 1982 : Julian Symons
- 1983 : Margaret Millar
- 1984 : John le Carré
- 1985 : Dorothy Salisbury Davis
- 1986 : Ed McBain
- 1987 : Michael Gilbert
- 1988 : Phyllis A. Whitney
- 1989 : Hillary Waugh
- 1990 : Helen McCloy
- 1991 : Tony Hillerman
- 1992 : Elmore Leonard
- 1993 : Donald E. Westlake
- 1994 : Lawrence Block
- 1995 : Mickey Spillane
- 1996 : Dick Francis
- 1997 : Ruth Rendell
- 1998 : Barbara Mertz
- 1999 : P. D. James
- 2000 : Mary Higgins Clark
- 2001 : Edward D. Hoch
- 2002 : Robert B. Parker
- 2003 : Ira Levin
- 2004 : Joseph Wambaugh
- 2005 : Marcia Muller
- 2006 : Stuart M. Kaminsky
- 2007 : Stephen King
- 2008 : Bill Pronzini
- 2009 : James Lee Burke et Sue Grafton
- 2010 : Dorothy Gilman
- 2011 : Sara Paretsky
- 2012 : Martha Grimes
- 2013 : Ken Follett et Margaret Maron
- 2014 : Robert Crais et Carolyn Hart
- 2015 : Lois Duncan et James Ellroy
- 2016 : Walter Mosley
- 2017 : Max Allan Collins et Ellen Hart
- 2018 : Jane Langton, William Link et Peter Lovesey
- 2019 : Martin Cruz Smith
- 2020 : Barbara Neely
- 2021 : Jeffery Deaver et Charlaine Harris
- 2022 : Laurie R. King
- 2023 : Michael Connelly et Joanne Fluke
- 2024 : Katherine Hall Page et R.L. Stine
- 2025 : Laura Lippman et John Sandford

## Theo Durrant
En 1951, pour renflouer les caisses de l'association avec les droits d'auteurs, une dizaine de membres de l'association décide d'écrire un roman et de le signer du pseudonyme Theo Durrant. Il s'agit de La Forêt de marbre (The Marble Forest). Les auteurs identifiés sont Anthony Boucher, Dana Lyon, Virginia Rath, Darwin L. Teilhet, William Worley. 
En français, il est publié dans la collection Un mystère 1re série no 138 en 1953 et réédité dans la 3e série de la même collection avec le no 120 en 1971 puis dans la collection le Miroir obscur avec le no 21 aux Nouvelles Éditions Oswald en 1981.